# Xizicus coreanus
Xizicus coreanus är en insektsart som först beskrevs av Bei-bienko 1971.  Xizicus coreanus ingår i släktet Xizicus och familjen vårtbitare. Inga underarter finns listade i Catalogue of Life.